# Wire
Wire és un grup de rock anglès format a Londres l'octubre de 1976. A l'inici es va associar amb l'incipient escena punk rock apareixent a l'àlbum recopilatori en directe The Roxy London WC2, i després va ser fonamental per al desenvolupament del post-punk, a la vegada que el seu àlbum de debut Pink Flag va ser influent per al gènere hardcore punk.
Wire és considerada una banda d'art punk i post-punk a causa del seu so detallat i atmosfèric i de les seves temàtiques líriques obscures. Va evolucionar des d'un estil noise rock fins a un so més complex i estructurat que implicava un ús més gran d'efectes de guitarra i sintetitzadors com en Chairs Missing (1978) i 154 (1979).

## Influència
La influència de Wire ha eclipsat les vendes dels seus discos comparativament modestes. A les dècades del 1980 i 1990, Big Black, Minutemen i Sonic Youth van expressar la seva admiració pel grup. Wire va influir en el hardcore punk estatunidenc, com ara en Ian MacKaye de Minor Threat o Henry Rollins abans de Black Flag. Minor Threat va versionar «12XU» per a la compilació Flex Your Head, com també ho va fer Boss Hog a l'EP I Dig You.
REM va versionar «Strange» a l'àlbum Document. Robert Smith va explicar com després de veure Wire en directe, aquest va influir en el so de The Cure després del seu primer àlbum. Johnny Marr de The Smiths va afirmar ser un fan de la banda i que veure Wire en directe li va donar confiança per a publicar el seu primer àlbum en solitari el 2013. Ladytron va incloure «The 15th» de Wire a la compilació de remescles Softcore Jukebox.
Un cas de plagi entre Wire i Elastica per la similitud entre la cançó de 1977 de Wire «Three Girl Rhumba» i l'èxit de 1995 d'Elastica «Connection» va acabar en un un acord extrajudicial.

## Discografia

### Àlbums d'estudi
- Pink Flag (1977)
- Chairs Missing (1978)
- 154 (1979)
- The Ideal Copy (1987)
- A Bell Is a Cup (1988)
- IBTABA (1989)
- Manscape (1990)
- The Drill (1991)
- The First Letter (1991)
- Send (2003)
- Object 47 (2008)
- Red Barked Tree (2010)
- Change Becomes Us (2013)
- Wire (2015)
- Nocturnal Koreans (2016)
- Silver/Lead (2017)[11]
- Mind Hive (2020)[12]
- 10:20 (2020)